# Марин, Гуадалупе
Гуадалупе Мари́н Пресьядо (исп. Guadalupe Marín Preciado; 16 октября 1895, Гусман, Халиско — 7 февраля 1983, Мехико) — мексиканская писательница и модель.

## Биография
- Отличалась редкостной красотой. В 1922 году стала второй женой Диего Риверы, родила ему двух дочерей (Рут стала архитектором, Гуаделупе занялась политической деятельностью), но брак вскоре распался.
- Входила в литературную группу «Современники». С 1928 года была замужем за мексиканским поэтом и эссеистом Хорхе Куэстой (после нескольких попыток самоубийства он покончил с собой в психлечебнице в 1942 году[1]).
- Её писали Ривера, Фрида Кало, Хуан Сориано, фотографировал Эдвард Уэстон.
- Дочь Риверы и Марин Гуадалупе Ривера Марин — автор мемуарных книг о Ривере, Фриде Кало и др.

## Творчество
- Автор полубиографического романа La Única («Единственная», 1938). На протяжении многих лет книга была запрещена в Мексике из-за своего эротического характера[2].
- Автор романа Un día patrio («День патриотизма»,1941), в котором она высказывала свои политические идеи[2].

## Посмертная судьба
- В фильме Джули Теймор Фрида (2002) роль Гуадалупе Марин исполнила Валерия Голино.
- Фигура Гуадалупе Марин и её отношения с Диего Риверой легли в основу романа Dos veces unica (2015) мексиканской писательницы Элены Понятовски[3][4].